# Distretto di Doumen
Il distretto di Doumen (斗门区S, Dǒumén QūP) è un distretto della Cina, situato nella provincia del Guangdong e amministrato dalla prefettura di Zhuhai.